# 市川ジュン
市川 ジュン（いちかわ じゅん、1949年5月31日 - ）は日本の漫画家。東京都新宿区出身。夫は漫画家の柴田昌弘。
公務員を経て､1972年『別冊マーガレット』掲載の「白い花の涙」でデビュー。少女漫画を経て､1980年代半ば頃から活躍の場を集英社『office YOU』に移し、〈女性の側から見た歴史〉にスポットを当て､平安から近代までと幅広い年代の歴史物を手がけている。

## 主な作品リスト
- 別冊マーガレット（増刊も含む）掲載
  - 白い花の涙（1972）
  - 光と影の日々（1974）
  - 星にきけばいい（1974）
  - 三月の家（1974）
  - それぞれの旅（1975）
  - 暁の目の娘（1975）
  - 白い炎（1976）
- 1985年以降
  - 陽の末裔（1985 - 1989）
  - 懐古的洋食事情シリーズ（1987 - ）
  - 華の王（1993 - 1995）※主人公は北条政子
  - この星の夜明け（1996 - 1997）
  - 燁輝妃（1996）※主人公は高階栄子（丹後局）
  - 黄昏と黎明（2003）
  - アンタレス（2004）
  - ひまわり（2005）
  - 鬼国幻想（2008）